# Prince Buster
Prince Buster, właśc. Cecil Bustamente Campbell (ur. 24 maja 1938 w Kingston, zm. 8 września 2016 w Hollywood) – jamajski muzyk pochodzący z Kingston. Jeden z prekursorów muzyki ska i rocksteady.

## Dyskografia
- I Feel The Spirit (1963)
- Fly Flying Ska (1964)
- It's Burke's Law (1965)
- Pain In My Belly (1965)
- Ska-Lip-Soul (1965)
- What A Hard Man Fe Dead (1967)
- Prince Buster On Tour (1967)
- Judge Dread Rock Steady (1967)
- Ten Commandments - RCA (1967)
- Wreck A Pum Pum (1968)
- Tutti Frutti (1968)
- FABulous Greatest Hits (1968)
- The Outlaw - Blue Beat (1969)
- 15 Oldies but Goodies
- Big Five - Melodisc (1972)
- The Message-Dub Wise (1972)
- Dance Cleopatra Dance (1972)
- Chi Chi Run (1973)
- She Was A Rough Rider (1978)
- Sister Big Stuff (1976)
- Jamaica's Greatest
- Subliminal Reaction
- FABulous Greatest Hits - 1963-1981 (1993)
- The Original Golden Oldies Volume 1 (1998)
- The Original Golden Oldies Volume 2 (1999)
- The King of Ska (2002)
- Prince of Peace: Prince Buster with Determinations Live in Japan (2003)